# Lynne Carver
Lynne Carver (nacida como Virginia Reid Sampson, 13 de septiembre de 1916 - 12 de agosto de 1955) fue una actriz de cine estadounidense, apareció en más de 40 películas entre 1934 y 1953.

## Primeros años
Carver nació en Lexington, Kentucky. Su padre, Reid Johnson Sampson, fue ingeniero de minas en Arizona y Nuevo México antes del comienzo de la Primera Guerra Mundial, él y su familia fueron detenidos brevemente por Pancho Villa durante una de las incursiones del general mexicano a través de la frontera del sudoeste de Estados Unidos, cuando Carver era una bebe.[cita requerida]
La familia Sampson fueron habitantes prominentes de Kentucky durante varias generaciones, donde su abuelo, William Sampson, se desempeñó como presidente de la Corte Suprema de Kentucky durante la Guerra de Secesión.
Su hermana mayor, Marjorie Lee Sampson, siguió a Virginia a Hollywood y consiguió algunos papeles menores, pero nunca logró conseguir el estatus de su hermana y pronto intentó seguir adelante.

## Carrera
Carver se mudó a Hollywood a una edad temprana para poder seguir una carrera en la actuación después de haber ganado un concurso de belleza. Al principio había sido anunciada como Virginia Reid por RKO Pictures y se la puede ver en varios musicales como integrante de las "Goldwyn Girls".  Estuvo brevemente en una relación con Howard Hughes en la década de 1930, antes de trabajar en MGM como Lynne Carver, donde se convirtió en una persona habitual en su grupo de actrices.[cita requerida] En una entrevista de 1938, explicó por qué cambió su nombre artístico diciendo: "Quería mantener algún tipo de apellido... Finalmente, mi padre sugirió dos apellidos, Lynn y Craven. Agregué la 'e' al primero y cambié el último. a Carver porque no nos gustaba mucho Craven".

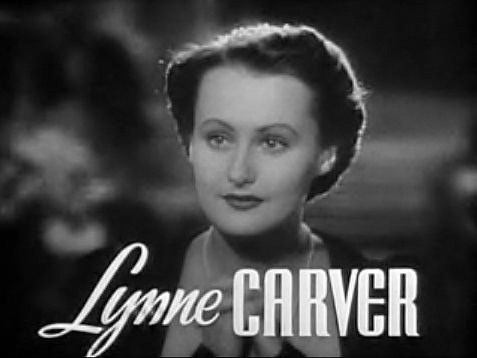
Carver en el trailer de Madame X

Al principio interpretaba papeles menores, Pero Carver finalmente ascendió al nivel de ingenio en algunos de sus papeles posteriores. A medida que avanzaba su carrera, hizo apariciones en varias películas de Fred Astaire y Ginger Rogers, y probablemente fue más conocida por interpretar a Alice Raymond en las primeras películas de Dr. Kildare. También interpretó a Barbara en la producción mágica musical Maytime de 1937 juntó con Nelson Eddy y Jeanette MacDonald y también hizo una aparición con ellos en Bitter Sweet, que era un intento para recuperar el éxito de Maytime en 1940. Dos de sus actuaciones más conocidas en MGM son su interpretación como Sylvia Bellaire en la película de 1938 Everybody Sing protagonizada por Allan Jones y Judy Garland, y interpretó a Bess, la prometida del sobrino de Scrooge, en A Christmas Carol, protagonizada por Reginald Owen interpretando a Ebenezer Scrooge. Ambas películas fueron estrenadas en 1938. Su última película para MGM fue Tennessee Johnson, protagonizada por Van Heflin interpretando al decimoséptimo presidente de Estados Unidos, Carver interpretó a Martha, la hija de Andrew Johnson.
La desaceleración de su trabajo en Hollywood debido a la Segunda Guerra Mundial hizo que su carrera se estancara. Durante y después de la guerra, trabajó principalmente en películas de género wéstern  de la República juntó con Roy Rogers y Johnny Mack Brown y otras películas más de cine negro, pero nunca alcanzó el nivel de éxito que había conseguido antes.

## Vida personal
El 31 de marzo de 1935, Carver se casó con el destinta Ralph McClung en Selma, Alabama. Se divorciaron a mediados de diciembre de 1936. Se casó con Nicholas Nayfack en 1937[cita requerida] y se divorciaron en 1942. Estaba casada con el agente de teatro William Mullaney, residía en Nueva York, y tuvo una ajetreada carrera teatral y televisiva hasta 1954.

## Muerte
Carver murió en el Memorial Hospital en Nueva York después de haber tenido una batalla contra el cáncer durante más de un año, el 12 de agosto de 1955, a los 38 años.

## Filmografía
| Año  | Título                                       | Papel                                   | Protagonizada por                | Notas         |
| ---- | -------------------------------------------- | --------------------------------------- | -------------------------------- | ------------- |
| 1934 | Down to Their Last Yacht                     | Cantante en cuarteto                    |                                  | Sin acreditar |
| 1934 | Kid Millions                                 | Goldwyn Girl                            |                                  | Sin acreditar |
| 1935 | Murder on a Honeymoon                        | Actriz sosteniendo un loro              |                                  | Sin acreditar |
| 1935 | Roberta                                      | Modelo                                  |                                  | Sin acreditar |
| 1935 | Strangers All                                | Actriz de cine rubia                    |                                  | Sin acreditar |
| 1935 | Old Man Rhythm                               | Jane – juntó con un chico universitario |                                  | Sin acreditar |
| 1935 | Old Man Rhythm                               | Chica Universitaria                     |                                  | Sin acreditar |
| 1935 | To Beat the Band                             | Papel menor                             |                                  |               |
| 1937 | Maytime                                      | Barbara Roberts                         | Jeanette MacDonald y Nelson Eddy |               |
| 1937 | Madame X                                     | Helene                                  |                                  |               |
| 1937 | La novia vestía de rojo (The Bride Wore Red) | Maddelena Monti                         |                                  |               |
| 1938 | Everybody Sing                               | Sylvia Bellaire                         |                                  |               |
| 1938 | Young Dr. Kildare                            | Alice Raymond                           |                                  |               |
| 1938 | A Christmas Carol                            | Bess                                    |                                  |               |
| 1939 | The Adventures of Huckleberry Finn           | Mary Jane                               |                                  |               |
| 1939 | Within the Law                               | June                                    |                                  |               |
| 1939 | Calling Dr. Kildare                          | Alice Raymond                           |                                  |               |
| 1940 | Broadway Melody of 1940                      | Emmy Lou Lee                            |                                  |               |
| 1940 | Sporting Blood                               | Joan Lockwood                           |                                  |               |
| 1940 | Dulcy                                        | Angela Forbes                           |                                  |               |
| 1940 | Bitter Sweet                                 | Dolly                                   |                                  |               |
| 1941 | Mr. District Attorney in the Carter Case     | Joyce Belmont                           |                                  |               |
| 1942 | Man from Cheyenne                            | Marian Hardy                            |                                  |               |
| 1942 | Yokel Boy                                    | Vera Valaize                            |                                  |               |
| 1942 | Sunset on the Desert                         | Ann Kirby                               |                                  |               |
| 1942 | Tennessee Johnson                            | Martha Lincoln                          |                                  |               |
| 1943 | The Human Comedy                             | Hija de Beaufrere                       |                                  | Sin acreditar |
| 1943 | Presenting Lily Mars                         | Bonnie - Showgirl                       |                                  | Sin acreditar |
| 1944 | Law of the Valley                            | Ann Jennings                            |                                  |               |
| 1945 | Flame of the West                            | Abbie Compton                           |                                  |               |
| 1946 | Drifting Along                               | Pat McBride                             |                                  |               |
| 1948 | Crossed Trails                               | Maggie Flynn                            |                                  |               |